# Lavelanet-de-Comminges
Lavelanet-de-Comminges – miejscowość i gmina we Francji, w regionie Oksytania, w departamencie Górna Garonna.
Według danych na rok 1990 gminę zamieszkiwało 465 osób, a gęstość zaludnienia wynosiła 34 osoby/km² (wśród 3020 gmin regionu Midi-Pyrénées Lavelanet-de-Comminges plasuje się na 618. miejscu pod względem liczby ludności, natomiast pod względem powierzchni na miejscu 842.).